# Hubert Sauvage

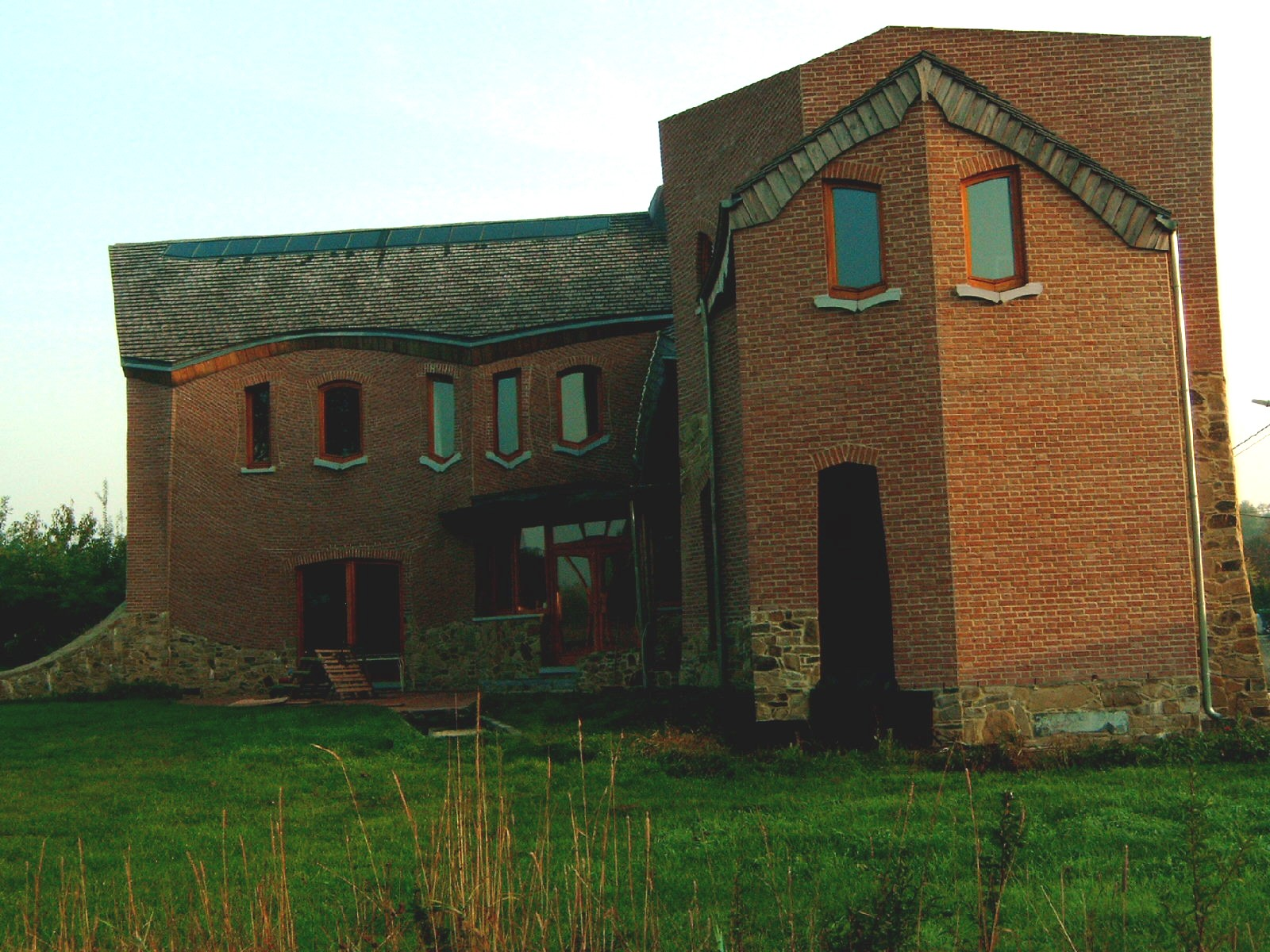
Woonhuis Hubert Sauvage vanuit het zuiden

Hubert Sauvage (Guise, département de l'Aisne in Noord-Frankrijk, 30 augustus 1973) is een Franstalig Belgisch architect. Hij behoort tot de opmerkelijkste jonge architecten van het begin van de 21ste eeuw.

## Levensloop
Sauvage studeerde architectuur in Luik. Hij maakte al vroeg naam met zijn eigen woonhuis in het Belgische Temploux. De stijl ervan sluit aan bij de stijl van het organische bouwen en de antroposofische architectuur, waarvan in Nederland de architecten Ton Alberts en Max van Huut de opvallendste representanten zijn met het hoofdkantoor van de NMB in Amsterdam-Zuidoost en het hoofdkantoor van de Gasunie in Groningen. Hubert Sauvage heeft zich echter voornamelijk gemanifesteerd met zijn ontwerpen van woonhuizen.
De filosofie achter zijn bouwen gaat ook minder sterk de esoterische kant op. Hij wil vooral breken met het in België zeer populaire sleutel-op-de-deur-concept, waarbij toekomstige huiseigenaars een kant-en-klaar woonhuis krijgen aangeboden, altijd opnieuw volgens hetzelfde grondplan maar met kleinere aanpassingen volgens de wensen van de koper. Bij Sauvage is elk gebouw daarentegen een unieke creatie, en zelfs elk vertrek krijgt zijn eigen dimensies. De ruimten zijn variabel met muren van ongelijke lengte, zodat ongelijke rechthoeken ontstaan en asymmetrische vloeroppervlakken, zij het dat de architect wel altijd aanstuurt op een duidelijke harmonie binnen het geheel van de ruimten. Ook de ramen zijn veelal asymmetrisch van vorm en zorgen voor een vaak bijzondere lichtinval. Bij het metselwerk van de buitenmuren ruilt Sauvage bij voorkeur het metselen in traditioneel horizontale lijnen in voor ronde lijnen. Schuine steunberen schragen het huis. Zijn eigen woonhuis heeft daarenboven een grote aardappelkelder met bakstenen gewelven, waarvoor oude metseltechnieken in ere werden hersteld.
De binnenwanden zijn van ademende leem (vergelijkbaar met het materiaal waarmee in Afrika hutten worden gebouwd) en soms rond van vorm, of afgewerkt met ronde hoeken. Sauvage ontwerpt ook het vaste meubilair, en gebruikt daarbij ornamenten die doen denken aan de binneninrichting van het fin de siècle.
Rigoureus is Sauvage in zijn ecologische uitgangspunten. Het bouwen is eerst en vooral gericht op een zo hoog mogelijk energierendement en een zo milieuvriendelijk mogelijke aanpak. Toiletten hebben geen waterdoorvoer, maar maken gebruik van houtgranules of de circulatie van regenwater. Aan de thermische isolatie van een gebouw wordt veel aandacht besteed. Op het dak bevinden zich panelen voor de opvang van zonne-energie. Buiten opgestelde radiatoren vangen de windcirculatie op en geleiden de energie ondergronds naar het woonhuis. Als er een verwarmingsinstallatie is, maakt die gebruik van houtgranulaat: korrels van 20 mm lengte en 6-10 mm doorsnede, geperst uit houtafval.
Sauvage ontwierp onder meer een in 2005 gebouwd complex van tien geheel verschillende woonhuizen, nabij zijn eigen woonhuis in Temploux. 
Van zijn ontwerpen voor de publieke sector springt vooral het veelhoekige bovengebouw van een ondergrondse fietsenstalling voor het Centraal Station van Namen op. Dit Pavillon vélo met plaats voor 50 huurfietsen werd op 13 april 2005 in gebruik genomen.
De architectuurcoöperatie rond Sauvage, met de architecten Marc Troupin, Grégory Milquet en Delphine Beulen, draagt de naam Architecture et Nature en is gespecialiseerd in passiefwoningen en in de zogenaamde eco-bioconstructie.

## Galerij

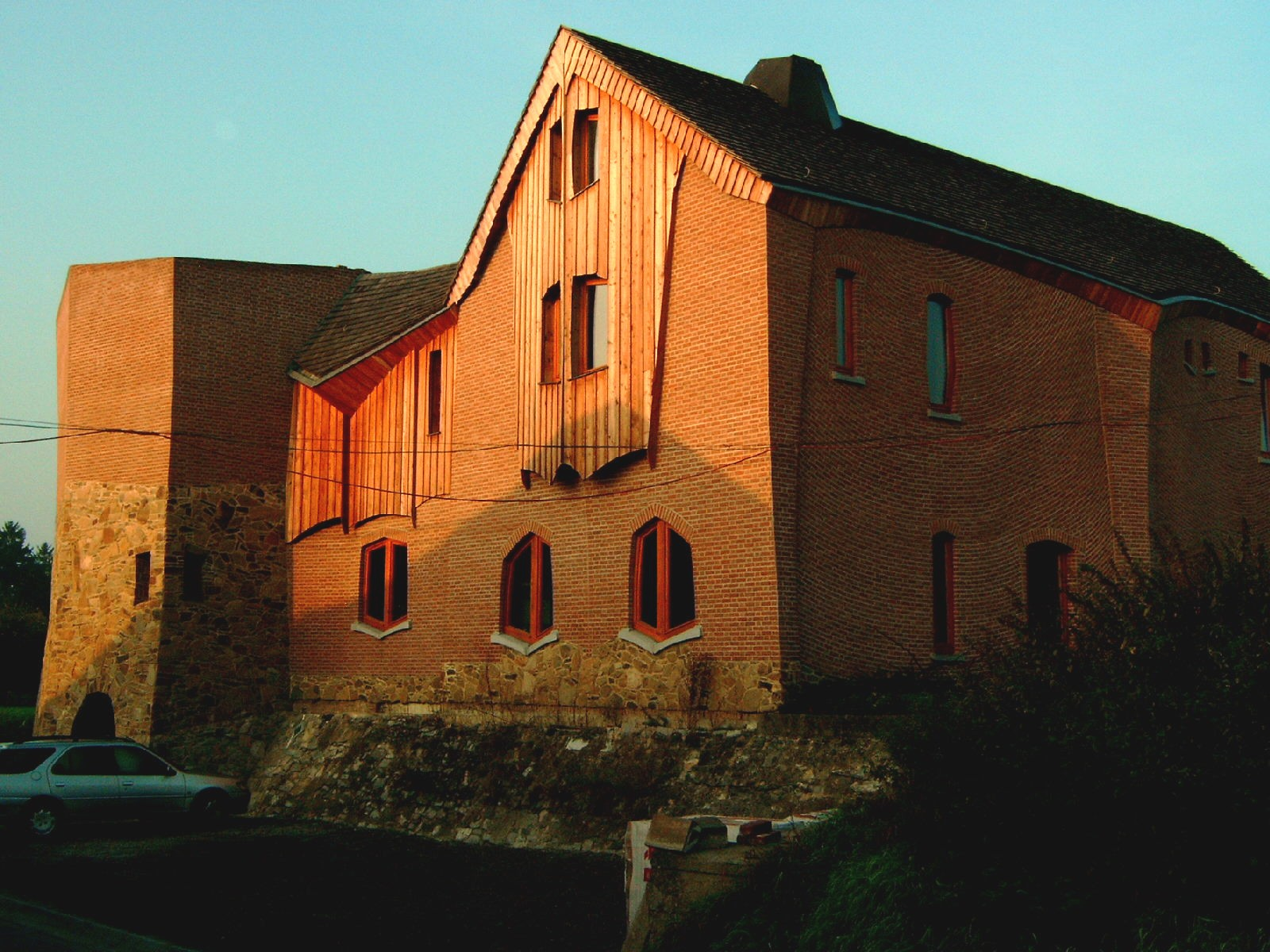
Woonhuis Hubert Sauvage vanuit het noorden
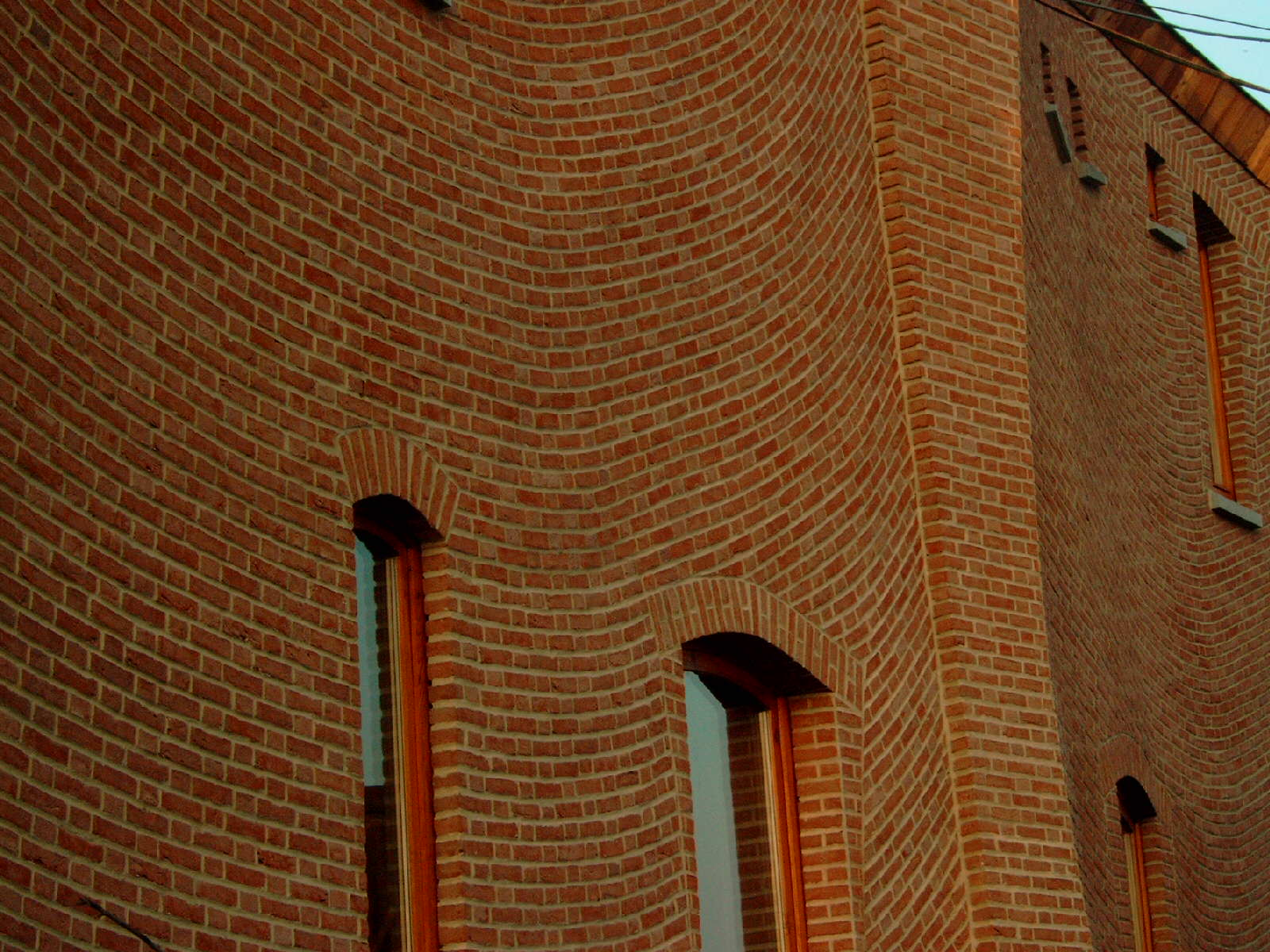
Metselwerk noordoostelijke façade
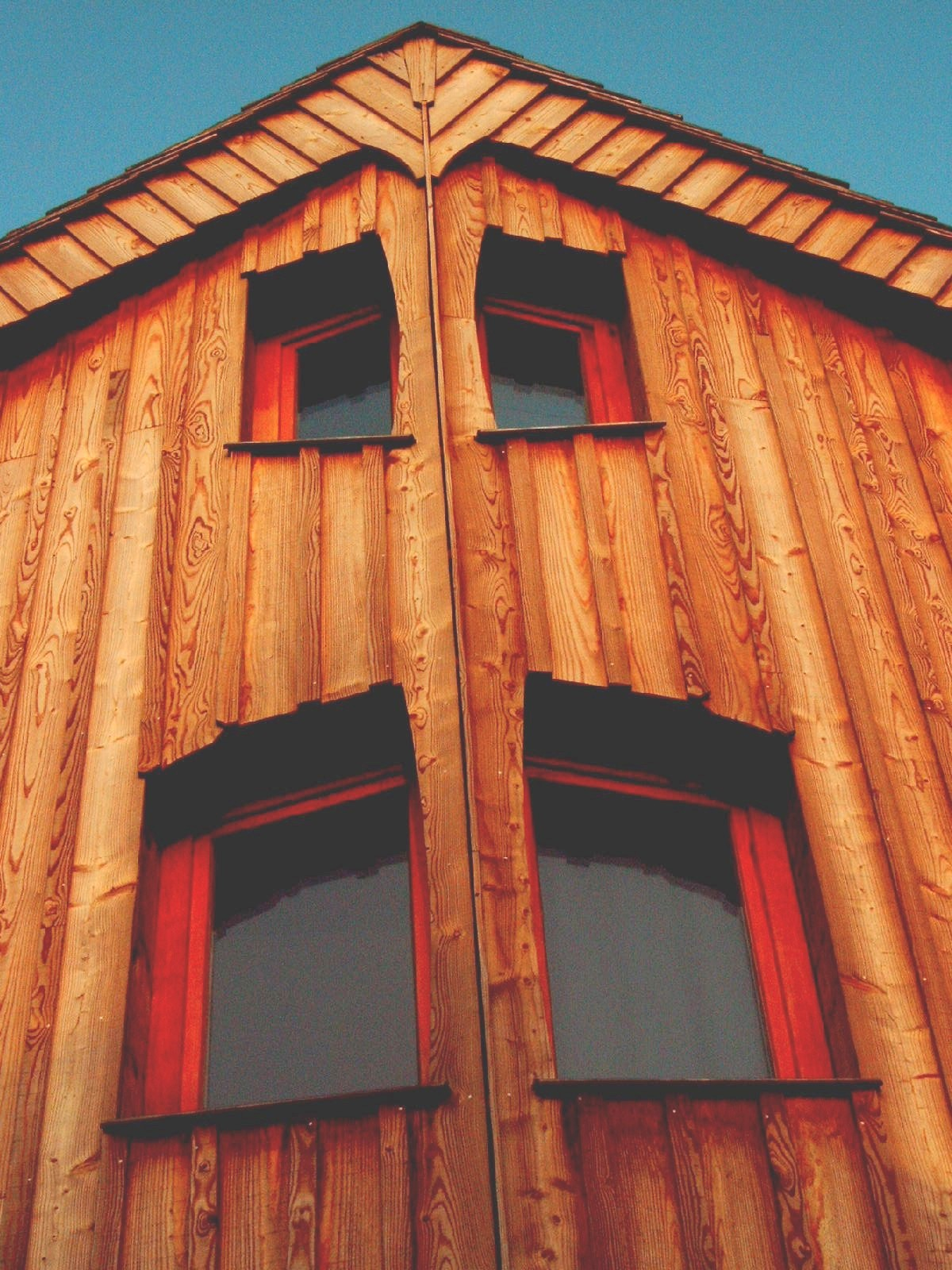
Houten ornament noordelijke gevel
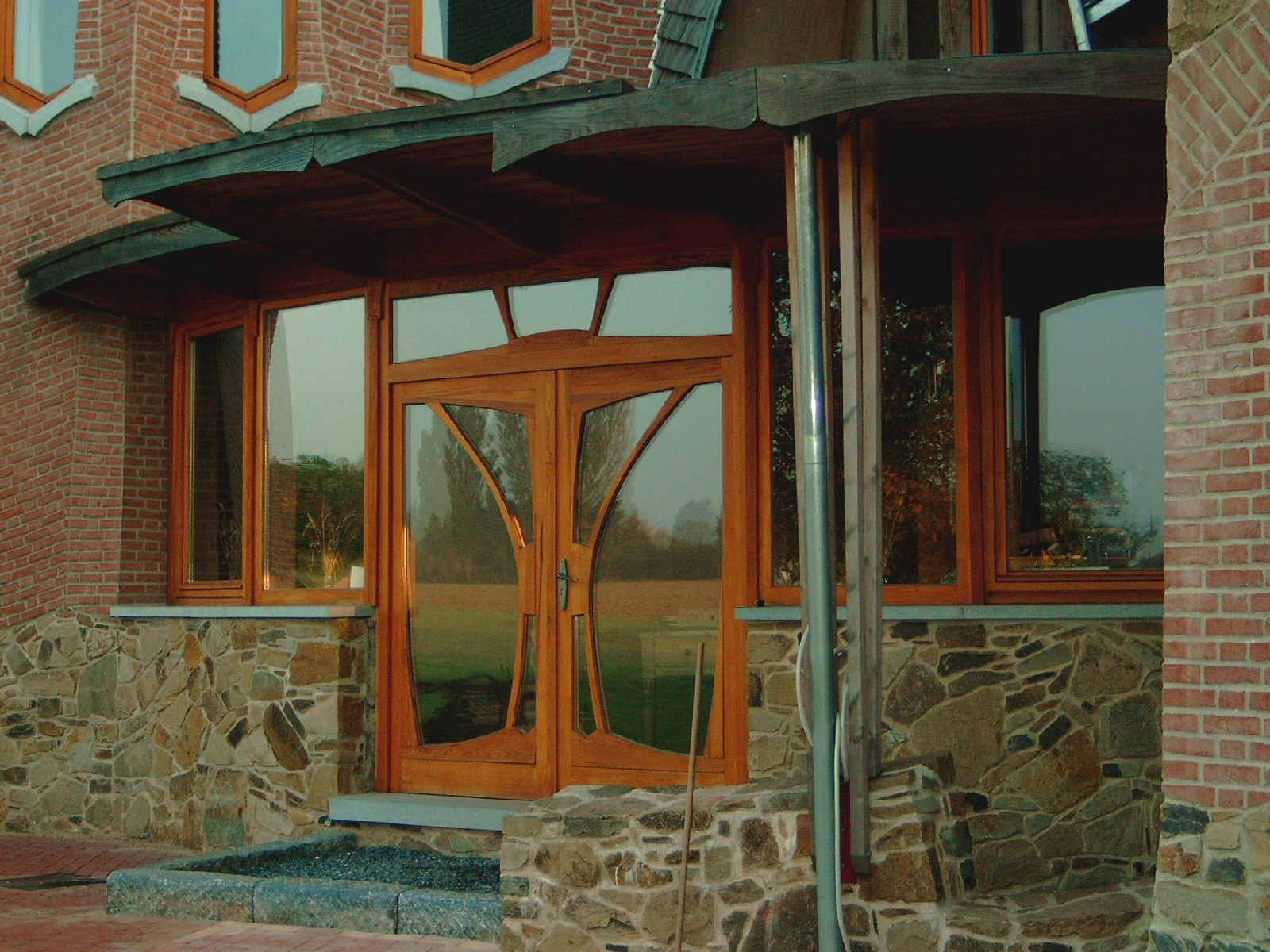
Entree aan de zuidkant

## Bron
Opening Pavillon Vélo (pagina 20)